# Katun (Aleksinac)
Pour les articles homonymes, voir Katun.
Katun (en serbe cyrillique : Катун) est un village de Serbie situé dans la municipalité d'Aleksinac, district de Nišava. Au recensement de 2011, il comptait 442 habitants.

## Démographie
| 1948 | 1953  | 1961 | 1971 | 1981 | 1991 | 2002 | 2011 |
| ---- | ----- | ---- | ---- | ---- | ---- | ---- | ---- |
| 937  | 1 008 | 980  | 830  | 761  | 700  | 571  | 442  |

|  |